# Касіба
Касіба (яп. 香芝市, かしばし, касіба сі ) — місто в Японії, у північно-західній частині префектури Нара.
Засноване 1 жовтня 1991 року шляхом надання статусу міста містечку Касіба.
Касіба розташована на західному краю Нарської западини, на кордоні з префектурою Осака.
Основою економіки міста є сільське господарство, виготовлення паперу, текстильна промисловість.
Касіба виконує роль «спального району» сусідньої Осаки.